# 山鲁佐德
山魯佐德（波斯語：‎，羅馬化：šhrzʾd）又譯雪赫拉莎德，是阿拉伯语民间故事集《一千零一夜》中的虛構人物，也是故事的說書人。

## 故事
相傳薩珊王朝國王山魯亞爾（波斯語：‎，羅馬化：šhryʾr）結婚後發現妻子不貞，導致他怨恨所有的女人。此後，山魯亞爾每日迎娶一位少女，翌日早晨即將她殺死，以示報復。之後維齊爾的女兒山魯佐德為拯救無辜的女子，自願嫁給國王山魯亞爾。山魯佐德利用講述故事來吸引國王注意，每夜講到最精彩處，天剛好亮了，使國王不忍殺死她，允許她下一夜繼續說故事。她的故事一直講了一千零一夜後，國王山魯亞爾終於被感動，與山魯佐德白首偕老。

## 外部連結
- The Arabian Nights Entertainments （页面存档备份，存于）—Project Gutenberg